# Ralph Metzner
Ralph Humphrey Guenther Metzner (18 de mayo de 1936-14 de marzo de 2019) fue un psicólogo, escritor e investigador estadounidense nacido en Alemania que participó en la investigación sobre drogas psicodélicas en Universidad de Harvard a inicios de la década de 1960 junto a Timothy Leary y Richard Alpert (quien cambio a su nombre más tarde a Ram Dass). Metzner era un psicoterapeuta, y profesor emérito de psicología en el Instituto de Estudios Integrales de California en San Francisco, donde cumplió funciones como decano académico y vicepresidente académico.

## Biografía
Ralph Metzner obtuvo en 1958 su primer grado académico en filosofía y psicología en The Queen's College de la Universidad de Oxford. Luego continuó sus estudios de posgrado en la Universidad de Harvard obteniendo un doctorado en psicología clínica en 1962. Finalmente, obtuvo un fellowship del Instituto Nacional de Salud Mental (NIMH) para realizar estudios posdoctorales en psicofarmacología en la Escuela de Medicina de Harvard.

### Libros
- Metzner, Ralph (2005) [1986], Opening to Inner Light: The Transformation of Human Nature and Consciousness [Las grandes metáforas de la tradición sagrada : la transformación de la conciencia y la naturaleza humana], Barcelona: Editorial Kaidós, p. 343, ISBN 9788472451773, OCLC 433000438.

### Libros en colaboración
- Leary, Timothy; Metzner, Ralph; Alpert, Richard (1980) [1965], The Psychedelic Experience: A Manual Based on The Tibetan Book of the Dead [La experiencia psicodélica: un manual basado en el Libro tibetano de los muertos], OCLC 2271411 .

### Artículos académicos
- Metzner, Ralph (1998). «Hallucinogenic Drugs and Plants in Psychotherapy and Shamanism». Journal of Psychoactive Drugs (en inglés) 30 (4): 333-341. ISSN 0279-1072. doi:10.1080/02791072.1998.10399709. Consultado el 20 de marzo de 2019.
- Metzner, Ralph (1989).  Valle, Ronald S., ed. Existential-Phenomenological Perspectives in Psychology (en inglés). Springer US. pp. 329-338. ISBN 9780306430442. doi:10.1007/978-1-4615-6989-3_20. Consultado el 20 de marzo de 2019.
- Leary, Timothy; Litwin, George H.; Metzner, Ralph (1963). «Reactions to psilocybin administered in a supportive environment.». The Journal of Nervous and Mental Disease (en inglés) 137 (6): 561-573. ISSN 0022-3018. doi:10.1097/00005053-196312000-00007. Consultado el 20 de marzo de 2019.
- Metzner, Ralph (1963). «Some experimental analogues of obsession». Behaviour Research and Therapy (en inglés) 1 (2-4): 231-236. doi:10.1016/0005-7967(63)90031-7. Consultado el 20 de marzo de 2019.
- Mischel, W.; Metzner, Ralph (1962). «Preference for delayed reward as a function of age, intelligence, and length of delay interval.». The Journal of Abnormal and Social Psychology (en inglés) 64 (6): 425-431. ISSN 0096-851X. doi:10.1037/h0045046. Consultado el 20 de marzo de 2019.

### Discografía
- | 1966: The Psychedelic Experience                |
| ----------------------------------------------- |
| (Broadside Records) 1. Going Out 2. Coming Back |
- | 2005: Bardo Blues – and Other Songs of Liberation                                                                                                                                                                                         |
| --- |
| (Kit Walker) 1. The Three Roads of Life 2. Bardo Blues 3. A Man and A Woman 4. Song of the Tree of My Life 5. Healing Song 6. Sky of Love 7. Song of the Soul 8. We Come from the Sun 9. Shaman’s Farewell 10. Prayer for the Web of Life |

### Filmografía
- Mitch Schultz (director) (2010). DMT: The Spirit Molecule (DMT, La Molécula Espiritual). Spectral Alchemy, Synthetic Pictures.  Escena en 75 minutos. Consultado el 19 de marzo de 2019.
- Martin Witz (director) (2011). The Substance: Albert Hofmann's LSD (La Substancia, Historia del LSD). Ventura Film, RSI-Radiotelevisione Svizzera, Teleclub AG, Lichtblick Film- und Fernsehproduktion, Spotlight Media Production AG.  Escena en 90 minutos. Consultado el 19 de marzo de 2019.
- Oliver Hockenhull (director) (2013). Neurons to Nirvana (De las Neuronas al Nirvana). Mangusta Productions.  Escena en 108 minutos. Consultado el 19 de marzo de 2019.